# 바실리스 하치파나기스
바실리스 하치파나기스(그리스어: Βασίλης Χατζηπαναγής, 1954년 10월 26일 우즈베크 SSR 타슈켄트 ~ )는 그리스와 소련의 전직 축구 선수로, 포지션은 공격수였다.
소련(현재의 우즈베키스탄) 타슈켄트로 이민 온 그리스 정치인 가문의 아들로 태어났으며 파흐타코르 타슈켄트 소속으로 데뷔했다. 그 후 소비에트 탑 리그에서 좋은 활약을 보여주면서 소련 시민권을 취득했고 1975년에는 소련의 1976년 하계 올림픽 축구 지역 예선 4경기에 출전하면서 1득점을 기록했다.
1975년부터 1991년까지 이라클리스 테살로니키 소속으로 뛰었다. 1976년 5월 6일에 열린 그리스와 폴란드의 친선 경기에서 그리스 대표팀 선수로 발탁되었지만 과거 소련 청소년 축구 국가대표팀 경기에 출전한 경력이 있어서 그리스 대표팀 경기에 출전할 수 없었다. 2003년 그리스 축구 협회로부터 UEFA 주빌리 어워드 수상자로 선정되었다.